# Аммосов, Александр Николаевич
Алекса́ндр Никола́евич Аммо́сов (21 сентября (3 октября) 1823 — 24 августа (5 сентября) 1866) — русский поэт и публицист, сын инженера-изобретателя Н. А. Аммосова; автор романсов, публикатор первого очерка о последней дуэли А. С. Пушкина, написанного со свидетельств секунданта последнего К. К. Данзаса.

## Биография
Родился 21 сентября (3 октября) 1823 года в Петербурге в семье военного инженера и изобретателя Николая Александровича Аммосова.
Получив в раннем возрасте домашнее образование, в 1830 году был зачислен в Главное немецкое училище. После окончания Петербургского университета в 1845 году он поступил юнкером в Люблинский Егерский полк, сражавшийся тогда с повстанцами Шамиля на Кавказе. Ещё в школе он начал сочинять стихи, и это увлечение не оставлял и на военной службе.
Вместе с полком А. Н. Аммосов принимал участие в подавлении Венгерского восстания (1848–1849) и в Крымской войне. Находясь в действующей армии сначала на Дунае, а потом в Севастополе, получил тяжёлое ранение. Во время Кавказских походов 1859–1863 годов служил под командой К. К. Данзаса — бывшего секунданта А. С. Пушкина, сосланного на Кавказ «за недонесение» о дуэли. От Данзаса он узнал подробности этой дуэли, легшие впоследствии в основу его книги «Последние дни жизни и кончина А. С. Пушкина». Участвовал в подавлении польского восстания 1863 года. В последние годы жизни был управляющим Палатой государственных имуществ Волынской губернии.
Скончался 24 августа (5 сентября) 1866 года в возрасте 42 лет, как сообщалось в газетах того времени «от ран, полученных при защите Отечества». Место его захоронения неизвестно.

## Творчество
Штабс-капитан, награждённый золотым оружием «За храбрость», А. Н. Аммосов был неугомонным весельчаком, несмотря на последствия тяжёлых ранений, полученных им на военной службе. Его экспромты и эпиграммы на известных петербургских и российских деятелей имели широкое хождение.
Ему приписывают такой анекдот, который и через 150 лет звучит современно:

Девица А. никак не могла понять, как мужчины могут так много курить табаку.

— Надо быть сумасшедшим, чтоб курить табак, — говорила она, — это сокращает жизнь: страстные курильщики обыкновенно умирают скорее других.

— Вот новость! — сказала девица Б. — Мой отец курит с 15 лет, а ему теперь уже 72 года.

— Так что ж! — воскликнула девица А. — Если б он не курил, ему б, верно, было теперь 80.
Сохранилось немало стихотворений — как опубликованных, так и неизданных, — которые приписываются его перу. На его стихи писали романсы М. П. Мусоргский, К. Н. Лядов и другие композиторы того времени. В 1850-х годах несколько его стихотворений появились в газете «Русский инвалид» и в сатирическом приложении к «Современнику» — «Свисток».
Стихи Аммосова в большинстве случаев отражают его характер. Например, стихотворение «Серенада», с большим количеством итальянских слов, вполне соответствует духу поэта-весельчака.
В 1861—1866 годах А. Н. Аммосов много печатался в юмористическом издании «Развлечения» (СПб). Имеются сведения, что он также принимал участие в творчестве Козьмы Пруткова, ему, в частности, принадлежит басня «Пастух, молоко и читатель», напечатанная в сборнике.
Наибольшую популярность ему принес незамысловатый романс «Элегия», более известный как народная песня «Хасбулат удалой». Слова «Элегии» (сюжетно близкие фольклорным балладам) впервые были опубликованы в газете «Русский инвалид» 16 ноября 1858 года. После того как О. X. Агренева-Славянская написала на эти слова музыку, романс стал очень популярен среди русской военной молодежи. Большой популярностью пользовался также романс А. Н. Аммосова «Колокольчик» на музыку К. Н. Лядова (1871).
В 60-е годы А. Н. Аммосов написал и издал книгу «Последние дни жизни и кончина А. С. Пушкина. Со слов бывшего его лицейского товарища и секунданта К. К. Данзаса» (СПб., 1866), в которой сообщались некоторые подробности роковой дуэли А. С. Пушкина.

## Произведения
- «Хасбулат удалой», романс — «Русский инвалид», СПб., 1858.
- «Палашка», стихотворение — «Искра», СПб., 1860.
- «Последние дни жизни и кончина А. С. Пушкина. Со слов бывшего его лицейского товарища и секунданта К. К. Данзаса», — СПб.,1863.

Дочь Аммосова ― Ольга Александровна Боровитинова (1862―1910; в первом браке Елшина или Иолшина; псевдонимом Белозор), в 1881―1882 гг. актриса тифлисской труппы, впоследствии гражданская жена А. И. Пальма, печаталась в «Неделе» (1884), «Живописном обозрении» (1886), «Новом времени» (1892) и других петербургских изданиях бытовые зарисовки и рассказы для детей. Автор книг «Были и былинки» (1903), «Рассказы бабушки-всезнаюшки малым детям» (1903) и пьесы «Саранча»